# Tyrese Fornah
Tyrese Momodu Fornah (Canning Town, Inglaterra, 11 de septiembre de 1999) es un futbolista británico. Juega de centrocampista y su equipo es el Northampton Town F. C. de la League One.

## Selección nacional
El 15 de noviembre de 2023 hizo su debut con la selección de Sierra Leona en el primer partido de clasificación para el Mundial 2026 ante Etiopía que finalizó en empate a cero.

## Clubes
| Club                               | País       | Año           |
| ---------------------------------- | ---------- | ------------- |
| Nottingham Forest F. C.            | Inglaterra | 2020-2023     |
| Casa Pia A. C. (a préstamo)        | Portugal   | 2020          |
| Plymouth Argyle F. C. (a préstamo) | Inglaterra | 2020-2021     |
| Shrewsbury Town F. C. (a préstamo) | Inglaterra | 2022          |
| Reading F. C. (a préstamo)         | Inglaterra | 2022-2023     |
| Derby County F. C.                 | Inglaterra | 2023-2025     |
| Salford City F. C. (a préstamo)    | Inglaterra | 2024-2025     |
| Northampton Town F. C.             | Inglaterra | 2025-presente |

## Vida personal
Nacido en Inglaterra, es descendiente ghanés.